# Églises orthodoxes de culture grecque

Drapeau des Églises orthodoxes de culture grecque.

L'aigle à deux têtes emblème du patriarcat œcuménique de Constantinople.

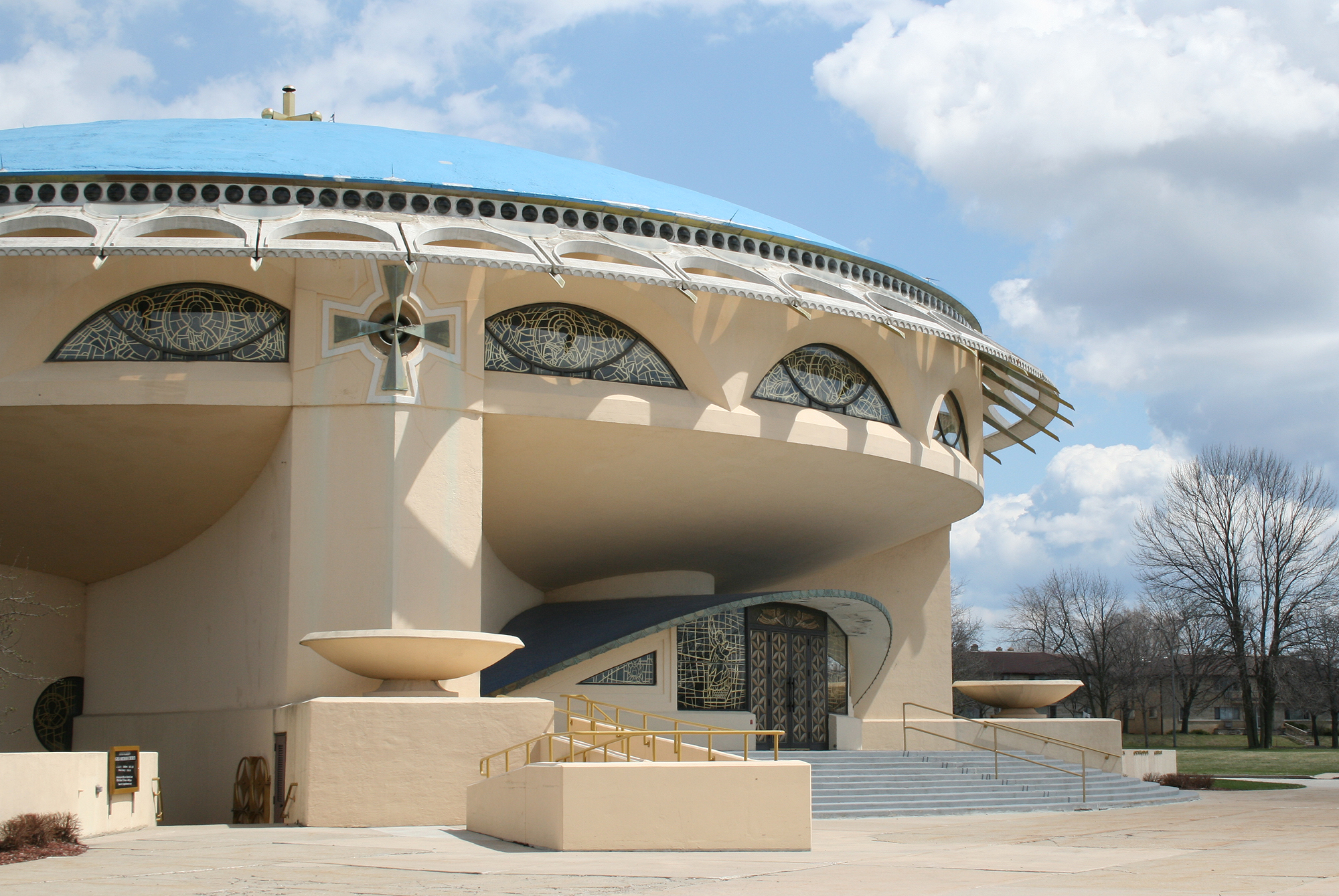
L'église orthodoxe grecque de l'Annonciation à Wauwatosa, construite par Frank Lloyd Wright

Les Églises orthodoxes de culture grecque (en grec moderne : Ἑλληνορθόδοξες Ἑκκλησίες) sont un ensemble d'Églises autocéphales appartenant à l'ensemble plus large des Églises orthodoxes.

## Églises de culture grecque et diaspora grecque
Les Églises orthodoxes de culture grecque sont traditionnellement les suivantes :
- Trois des quatre anciens patriarcats orthodoxes :
  - Le patriarcat œcuménique de Constantinople, dont le patriarche est traditionnellement primus inter pares parmi les chefs des Églises de la communion orthodoxe.
  - Le patriarcat orthodoxe d'Alexandrie
  - Le patriarcat orthodoxe de Jérusalem
- Trois autres Églises autocéphales :
  - L'Église orthodoxe de Grèce
  - L'Église orthodoxe de Chypre
  - L'Église orthodoxe d'Albanie, reconstituée en 1991 à la chute du communisme avec un clergé largement grec[1],[2]
- Deux Églises autonome et semi-autonome :
  - L'Église orthodoxe du Sinaï
  - L'Église de Crète
- Plusieurs évêchés et exarchats dépendant de par le monde du patriarcat œcuménique de Constantinople, notamment :
  - L'archevêché orthodoxe grec d'Amérique
  - L'archevêché orthodoxe grec d'Australie
  - L'archevêché orthodoxe grec d'Italie
  - L'archevêché orthodoxe grec de Thyatire et de Grande-Bretagne
  - La métropole orthodoxe de Corée
  - La métropole orthodoxe grecque de France